# Степанов, Юрий Александрович
Юрий Александрович Степанов (1893—1963) — советский военный деятель и учёный, генерал-майор инженерно-танковой службы.

## Биография
Юрий Степанов родился 20 февраля 1893 года в Санкт-Петербурге в семье чиновника судебного ведомства. В 1911 году окончил гимназию и поступил в Николаевское инженерное училище, окончил его в 1914 году. 
С 1918 года в РККА, в 1920 году окончил Военно-инженерную академию, после чего остался в ней ассистентом механической кафедры. Позднее преподавал в Военной академии бронетанковых и механизированных войск, дослужился в ней до должности заместителя начальника академии по специально-технической подготовке.
Степанов внёс большой вклад в танкостроительную науку, особенно в области разработки двигателей внутреннего сгорания. Являлся автором более чем 60 научных работ, в том числе учебника «Конструкция и расчёт автотракторных двигателей». Последние годы жизни он преподавал на кафедре автотракторных двигателей. Скончался 5 сентября 1963 года, похоронен на Новодевичьем кладбище Москвы.

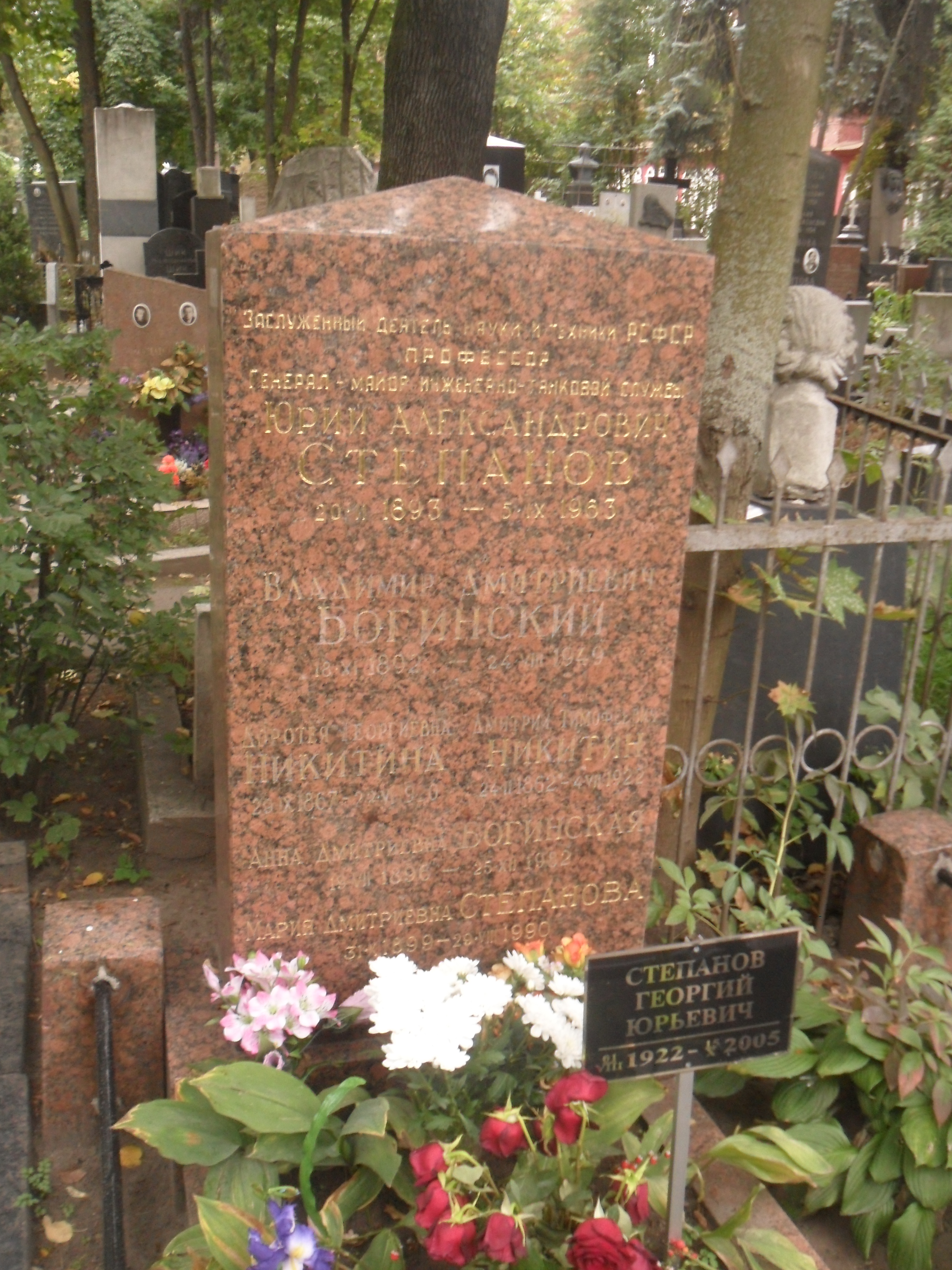
Могила Степанова на Новодевичьем кладбище

Заслуженный деятель науки и техники РСФСР, профессор. Награждён орденом Ленина, двумя орденами Красного Знамени, орденом Отечественной войны 1-й степени, двумя орденами Красной Звезды и 6 медалями.